# شروكوس
شروكوس (بالألمانية: Chrocus) هو ملك قبائل الألامانيين من القرن الثالث والرابع الميلادي. في عقد 260 انتفض ضد الإمبراطورية الرومانية وعبر الحواجز الرومانية في رائيتيا ووصل إلى كليرمون فيران وكذلك قام بتهديد رافينا. وحسب المؤرخ غريغوري التوري فأن شروكوس كان مشهور بالتدمير الذي أحدثه في الغال. بعد وصول قسطنطيوس كلوروس للحكم عينه كأحد قادة مرتزقته الجرمان، وبعد وفاته خدم تحت إمرة ابنه قسطنطين.